# John A. MacNaughton
Pour les articles homonymes, voir John MacNaughton et MacNaughton.
John Alan MacNaughton (6 mars 1945-15 février 2013) est un investisseur banquier canadien. Il est président de la Banque de développement du Canada et directeur général de l'Office d'investissement du régime de pensions du Canada

## Biographie
Né à Exeter en Ontario, MacNaughton étudie à l'université de Western Ontario. Il devient ensuite président du conseil d'administration de la Banque de développement du Canada de la bourse CNSX (en). Directeur chez Nortel Networks Corporation et Nortel Networks Limited, il est président du comité de nomination indépendant du nouveau régime d'assurance-emploi du Canada (Canada Employment Insurance Financing Board, CEIFB).
Il est directeur général de Burns Fry de 1989 à 1994 et président de Nesbitt Burns de 1994 à 1999. MacNaughton est également président de TransCanada Corp.
MacNaughton est également le président fondateur de l'Office d'investissement du régime de pensions du Canada de 1999 à 2005, ainsi que membre de la Commission trilatérale.
En 2004, il est récompensé de l'Ordre du Canada pour son leadership exceptionnel dans le secteur des services financiers ainsi que dans les secteurs bénévole et public.
MacNaughton meurt à l'âge de 67 ans après une longue bataille contre le cancer.